# Sungai Kinta
Der Kinta (malaiisch Sungai Kinta) ist ein Fluss im Norden Malaysias. Er ist Namensgeber für das Kinta Valley (deutsch: Kinta-Tal), das die am Kinta liegende Stadt Ipoh umgibt.

## Geografie
Der Fluss entspringt im Dreiländereck Kelantan, Pahang, Perak auf der malaiischen Halbinsel im Bundesstaat Perak. Er hat ein Einzugsgebiet von 2540 km² und eine Länge von etwa 100 km. In seinem Oberlauf durchfließt er vorwiegend Waldgebiete. Er fließt in südliche Richtung und mündet bei Teluk Intan in den Sungai Perak. Seine Hauptzuflüsse sind der Sungai Raia, Sungai Kampar, Sungai Chendering von links, und Sungai Pari; Sungai Tumboh von rechts.

## Geschichte
An einem Ort namens Gua Tambun (malai. für „Tambun-Höhle“) wurden Felsmalereien gefunden, die zu den ältesten Malaysias gehören und dem örtlichen Neolithikum (2.500 bis 500 v. Chr.) zugewiesen werden.
Im Kinta Valley wurden 1876 die größten Zinnvorkommen der Erde entdeckt.

## Hydrologie
In den Wintermonaten, zur Regenzeit, kommt es häufig zu Überschwemmungen.